# Aeroportul Yariguíes
Aeroportul Yariguíes (IATA: EJA, ICAO: SKEJ) este un aeroport din Barrancabermeja⁠(d), Provincia de Yariguíes⁠(d), Departamentul Santander, Columbia ce deservește zona Barrancabermeja⁠(d). Aeroportul a fost tranzitat în 2022 de 114.395 de pasageri.
Situat la o altitudine de 125 m, aeroportul dispune de o singură pistă. Este operat de Colombian Civil Aviation Authority⁠(d).